# NML Лебедя
NML Лебедя (V1489 Лебедя) — звезда, красный гипергигант, находится в созвездии Лебедь.
Это одна из крупнейших звёзд, известных в настоящее время, с радиусом, превышающим солнечный радиус в 1,6—2,8 тысяч раз. Расстояние до неё оценивается примерно в 1,6 килопарсека или около 5300 световых лет.

## История наблюдения
NML Лебедя обнаружили в 1965 году Д. Нойгебауэр, Мартц и Р. Лейтон, которые описали две чрезвычайно яркие красные звезды, их цвет был описан, как у объектов с температурой тела 1000 кельвинов. NML происходит от первых букв открывателей этой звезды. Вторую звезду, которую они открыли, они назвали NML Тельца, но теперь она известна под именем K Тельца. NML Лебедя с тех пор также было дано название V1489 Лебедя из-за малых полурегулярных вариаций яркости, но до сих пор наиболее часто упоминается как NML Лебедя. Её состав стал известен с открытием мазера (1612 MHz) в 1968 году. Кроме того, в составе NML Лебедя были обнаружены такие вещества, как вода, монооксид кремния, угарный газ, цианистый водород, моносульфид углерода, оксид серы, диоксид серы, сульфид водорода.

## Описание
Радиус NML Лебедя в 1642 раза больше солнечного при температуре 3250 К и в 2775 раз больше солнечного при температуре 2500 К; если поместить её в центре Солнечной системы, то она займёт всё космическое пространство до орбиты Юпитера, занимая более половины расстояния между Солнцем и Сатурном или всю орбиту Сатурна при максимальном размере. Объём NML Лебедя равен примерно 21,4 млрд объёмов Солнца (максимум). Болометрическая светимость NML Лебедя составляет примерно 272 000 светимости Солнца, а масса NML Лебедя в 50 раз больше солнечной.
Гал.долгота 80,7984° 

Гал.широта −01.9210° 

Расстояние 5 300 св. лет